# マイケル・ソロカ
マイケル・ジョン・グレイドン・ソロカ（Michael John Graydon Soroka, 1997年8月4日 - ）は、カナダのアルバータ州カルガリー出身のプロ野球選手（投手）。右投右打。MLBのシカゴ・カブス所属。

## 経歴

### プロ入りとブレーブス時代
2015年のMLBドラフト1巡目追補（全体28位）でアトランタ・ブレーブスから指名されプロ入り。契約後、傘下のルーキー級ガルフ・コーストリーグ・ブレーブスでプロデビュー。アパラチアンリーグのルーキー級ダンビル・ブレーブスでもプレーし、2球団合計で10試合（先発9試合）に登板して0勝2敗、防御率3.18、37奪三振を記録した。
2016年はA級ローム・ブレーブスでプレーし、25試合（先発24試合）に登板して9勝9敗、防御率3.02、125奪三振を記録した。
2017年は開幕からAA級ミシシッピ・ブレーブスでプレーし、26試合に先発登板して11勝8敗、防御率2.75、125奪三振を記録した。また、7月にはオールスター・フューチャーズゲームの世界選抜として選出された。
2018年の開幕はAAA級グウィネット・ストライパーズで迎え、5月1日にメジャー契約を結んでアクティブ・ロースター入りした。メジャーデビューとなった同日のニューヨーク・メッツ戦では先発して6回1失点の投球で初登板初勝利を挙げた。5月12日以降、右肩に炎症を感じ始め、その後すぐに故障者リスト入りした。6月はマイナーリーグでのリハビリが続いた。6月13日のメッツ戦で復帰先発登板し、6.1イニングを投げ、勝利したが翌日の登板以降メジャーでの登板はなかった。というのも、炎症が続いていたため、6月の後半に10日間の故障者リスト入りしたからである。27日には、60日間の故障者リストに移された。7月には8月中旬までに投球を許可されると報じられていた。しかし、8月下旬にブレーブスの監督のブライアン・スニッカーが残りのシーズンを全休すると発表した。MLBでは、5試合の先発登板で2勝1敗、防御率3.51、21奪三振で25.2イニングを投げた。ポストシーズンではロースターに入れなかった。ドラフト1巡目指名で一緒に入団したコルビー・アラードも7月にMLBデビューしたが、翌年にトレードで移籍した。
2019年シーズンが始まる前に、ブレーブスの先発ローテーションの投手候補の1人として期待されていた。スプリングトレーニング第1週目に、1月のオフシーズンでのトレーニングの際に最初に感じた肩の不快感を明かした。新たに報告された肩の不快感は、右肩甲骨の問題ではなく、デビューしたシーズン中に離脱を余儀なくされた右僧帽筋の張りであったことが確認された。3月中旬には、キャッチボールをすることを許可され、その後は打撃練習時の投手を務めるなどした。スプリングトレーニングの試合に登板することはなく、マイナーに送られた。4月18日のアリゾナ・ダイヤモンドバックス戦で復帰先発登板を果たし、2019年時点でのナショナルリーグ現役最年少投手となった。また2019年のMLBオールスターゲームのナショナルリーグロースターに入ったとき、アトランタ・ブレーブスの投手として最年少で選ばれるという記録も立てている。この年、ブレーブスはソロカとロナルド・アクーニャ・ジュニアをオールスターに送り出したため、22歳以下の選手をオールスターに2人送った最初のチームとなった。最終的に、29試合の先発登板で13勝4敗、防御率2.68、142奪三振、174.2イニングを投げた。ポストシーズンではセントルイス・カージナルスとのナショナルリーグディビジョンシリーズ（NLDS）第3戦に先発登板して7回1失点の好投だったが、勝敗はつかず、チームは5試合の末、シリーズ敗退した。
オフにはナショナルリーグの新人王投票では、メッツの一塁手のピート・アロンソに次ぐ2位だった。サイ・ヤング賞の投票には6位につけた。また、同年から新設されたオールMLBチームのセカンドチーム先発投手の1人に選出された。
2020年7月24日に自身初の開幕投手を務め、6回無失点の好投だった。8月3日のニューヨーク・メッツ戦での投球後に一塁へのベースカバーへ走り出そうとした直後に右足アキレス腱断裂の重傷を負った。これによりシーズン終了となった。
2021年も故障が回復することなく、登板することはなかった。この年はチームがヒューストン・アストロズとのワールドシリーズに勝利し、26年ぶり4度目のワールドシリーズ優勝を果たしたが、ソロカはそれを経験することはなかった。
2022年も出場は無かった。
2023年5月29日のオークランドでのアスレチックス戦で2020年以来となる1029日ぶりの先発登板を果たした。6月30日のマイアミ・マーリンズ戦で2019年以来となる勝ち星を挙げた。このシーズンは7試合（先発6試合）に登板し、2勝2敗で防御率6.40という成績であった。

### ホワイトソックス時代
2023年11月16日にアーロン・バマーとのトレードで、ジャレッド・シュスター、ニッキー・ロペス、ブレイデン・シューメイク、ライリー・ゴーウェンスと共にシカゴ・ホワイトソックスへ移籍した。
2024年は25試合（先発9試合）に登板したが0勝10敗に終わり、1982年のテリー・フェルトン（0勝13敗）以来、シーズンで1勝もできずに10敗した投手となった。また、シーズンで1勝もできずに9敗以上を記録した投手は1900年以降で史上9人目だった。オフの10月31日にFAとなった。

### ナショナルズ時代
2024年12月19日にワシントン・ナショナルズと900万ドルの1年契約を結んだ。
2025年は移籍前までの16試合すべてに先発登板していたが3勝8敗と大きく負け越しており、防御率は4.87だった。ただ、その一方で87個の三振を奪っていた。

### カブス時代
2025年7月30日にクリスチャン・フランクリン、ロニー・クルーズとのトレードで、シカゴ・カブスへ移籍した。

## 選手としての特徴
最速96.5mph（約155.3km/h）の速球にスライダーやチェンジアップを組み合わせる。

## 詳細情報

### 年度別投手成績
| 年 度    | 球 団    | 登 板 | 先 発 | 完 投 | 完 封 | 無 四 球 | 勝 利 | 敗 戦 | セ 丨 ブ | ホ 丨 ル ド | 勝 率 | 打 者 | 投 球 回 | 被 安 打 | 被 本 塁 打 | 与 四 球 | 敬 遠 | 与 死 球 | 奪 三 振 | 暴 投 | ボ 丨 ク | 失 点 | 自 責 点 | 防 御 率 | W H I P |
| -------- | -------- | ----- | ----- | ----- | ----- | -------- | ----- | ----- | -------- | ----------- | ----- | ----- | -------- | -------- | ----------- | -------- | ----- | -------- | -------- | ----- | -------- | ----- | -------- | -------- | ------- |
| 2018     | ATL      | 5     | 5     | 0     | 0     | 0        | 2     | 1     | 0        | 0           | .667  | 113   | 25.2     | 30       | 1           | 7        | 0     | 0        | 21       | 2     | 0        | 14    | 10       | 3.51     | 1.44    |
| 2019     | ATL      | 29    | 29    | 0     | 0     | 0        | 13    | 4     | 0        | 0           | .765  | 701   | 174.2    | 153      | 14          | 41       | 1     | 7        | 142      | 3     | 0        | 56    | 52       | 2.68     | 1.11    |
| 2020     | ATL      | 3     | 3     | 0     | 0     | 0        | 0     | 1     | 0        | 0           | .000  | 57    | 13.2     | 11       | 0           | 7        | 0     | 1        | 8        | 1     | 0        | 7     | 6        | 3.95     | 1.32    |
| 2023     | ATL      | 7     | 6     | 0     | 0     | 0        | 2     | 2     | 0        | 0           | .500  | 145   | 32.1     | 36       | 9           | 12       | 0     | 4        | 29       | 2     | 0        | 23    | 23       | 6.40     | 1.48    |
| 2024     | CWS      | 25    | 9     | 0     | 0     | 0        | 0     | 10    | 0        | 2           | .000  | 347   | 79.2     | 66       | 13          | 44       | 1     | 3        | 84       | 2     | 2        | 49    | 42       | 4.74     | 1.38    |
| MLB：5年 | MLB：5年 | 69    | 52    | 0     | 0     | 0        | 17    | 18    | 0        | 2           | .486  | 1363  | 326.0    | 296      | 37          | 111      | 2     | 15       | 284      | 10    | 2        | 149   | 133      | 3.67     | 1.25    |

- 2024年度シーズン終了時

### ポストシーズン投手成績
| 年 度     | 球 団     | シ リ ｜ ズ | 登 板 | 先 発 | 勝 利 | 敗 戦 | セ ｜ ブ | 打 者 | 投 球 回 | 被 安 打 | 被 本 塁 打 | 与 四 球 | 敬 遠 | 与 死 球 | 奪 三 振 | 暴 投 | ボ ｜ ク | 失 点 | 自 責 点 | 防 御 率 |
| --------- | --------- | ----------- | ----- | ----- | ----- | ----- | -------- | ----- | -------- | -------- | ----------- | -------- | ----- | -------- | -------- | ----- | -------- | ----- | -------- | -------- |
| 2019      | ATL       | NLDS        | 1     | 1     | 0     | 0     | 0        | 23    | 7.0      | 2        | 0           | 0        | 0     | 0        | 7        | 0     | 0        | 1     | 1        | 1.29     |
| 出場：1回 | 出場：1回 | 出場：1回   | 1     | 1     | 0     | 0     | 0        | 23    | 7.0      | 2        | 0           | 0        | 0     | 0        | 7        | 0     | 0        | 1     | 1        | 1.29     |

- 2024年度シーズン終了時

### 年度別守備成績
| 年 度 | 球 団 | 投手（P） | 投手（P） | 投手（P） | 投手（P） | 投手（P） | 投手（P） |
| 年 度 | 球 団 | 試 合     | 刺 殺     | 補 殺     | 失 策     | 併 殺     | 守 備 率  |
| ----- | ----- | --------- | --------- | --------- | --------- | --------- | --------- |
| 2018  | ATL   | 5         | 1         | 3         | 0         | 1         | 1.000     |
| 2019  | ATL   | 29        | 9         | 27        | 0         | 5         | 1.000     |
| 2020  | ATL   | 3         | 3         | 0         | 0         | 0         | 1.000     |
| 2023  | ATL   | 7         | 0         | 1         | 0         | 0         | 1.000     |
| 2024  | CWS   | 25        | 3         | 7         | 2         | 0         | .833      |
| MLB   | MLB   | 69        | 16        | 38        | 2         | 6         | .964      |

- 2024年度シーズン終了時
- 各年度の太字はリーグ最高

### 表彰
- オールMLBチーム[36]
  - セカンドチーム（先発投手）：1回（2019年）

### 記録
MiLB
- オールスター・フューチャーズゲーム選出：1回（2017年）

MLB
- MLBオールスターゲーム選出：1回（2019年）
- en:Topps All-Star Rookie Team：2019年（右投手部門）
- 開幕投手：1回（2020年）

### 背番号
- 40（2018年 - 2020年、2023年 - 2024年）
- 34（2025年 - 同年7月29日）